# Společenský odstup

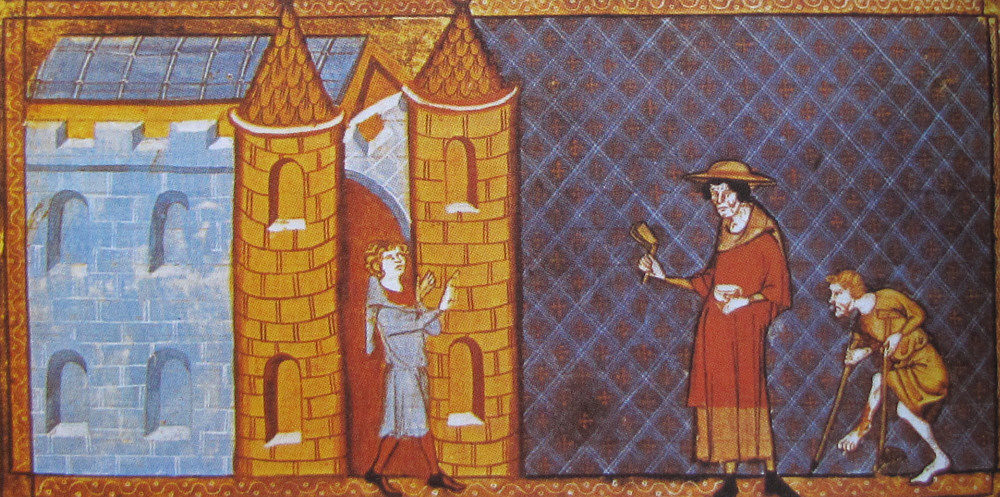
Dvěma malomocným byl zakázán vstup do města. Dřevoryt Vincenta z Beauvais, 14. století

Společenský odstup je jedno z nefarmakologických opatření k prevenci, zastavení nebo zpomalení šíření vysoce nakažlivých infekčních onemocnění. Opatření spočívá v udržování fyzické vzdálenosti mezi lidmi a ve snižování počtu lidí přicházejích do těsného kontaktu mezi sebou. Obvykle se jedná o příkazy a nařízení k dodržení určité vzdálenosti od ostatních (požadovaná vzdálenost se může v čase a podle země lišit) a zákazy shromažďování ve velkých skupinách. Cílem opatření je snížit pravděpodobnost kontaktu mezi infikovanými a zdravými osobami, aby se minimalizoval přenos nemoci, nemocnost a v konečném důsledku i úmrtnost.
Během pandemie nového typu koronaviru v letech 2019–2020 Světová zdravotnická organizace (WHO) navrhla upřednostňovat termín fyzický odstup před společenským odstupem v souladu se skutečností, že je to fyzická vzdálenost, která brání přenosu nákazy. Ke zpomalení šíření infekčních nemocí a zamezení nadměrného zatěžování zdravotnických systémů, zejména během pandemie, se používá několik distančních opatření, například uzavření škol a pracovišť, izolace, karantény, omezení pohybu osob a zrušení početných shromáždění.
Společenský odstup je nejúčinnější, když se infekce přenáší prostřednictvím jemných kapének (kašel nebo kýchání), přímým fyzickým kontaktem včetně sexuálního styku, nepřímým fyzickým kontaktem (např. dotykem kontaminovaného povrchu) nebo vzduchem (pokud mikroorganismus může přežít ve vzduchu po dlouhou dobu). Lidé, kteří dodržují odstup, jsou individuálně méně pravděpodobněji nakaženi.
Společenský odstup může být méně účinný v případech, kdy je infekce přenášena primárně kontaminovanou vodou, potravou či pomocí vektorů, jako jsou komáři, klíšťata nebo jiný hmyz, méně často pak z člověka na člověka.
Nevýhody společenského odstupu mohou zahrnovat osamělost, sníženou produktivitu a ztrátu dalších výhod spojených s lidskou interakcí. V místech se sníženým přístupem k technologiím může také ztížit sledování zdraví obyvatelstva.

## Definice

Společenský odstup pomáhá předcházet ostrým vrcholům infekcí („vyrovnává epidemickou křivku“), tím pomáhá zvládnout poptávku po zdravotnických službách a prodlužuje čas, za který mohou být lékařské kapacity posíleny a vylepšeny.

Během pandemie chřipky v roce 2009 WHO popsala společenský odstup jako „udržování vzdálenosti od ostatních nejméně na vzdálenost natažené paže a minimalizování hromadných shromáždění“.
V kombinaci s pobytem na čerstvém vzduchu a častým mytím rukou je toto opatření považováno za nejvhodnější způsob, jak snížit nebo zbrzdit pandemii.
Centra pro kontrolu a prevenci nemocí (CDC, federální agentura USA) popsala společenský odstup jako „soubor metod ke snížení frekvence a blízkosti kontaktu mezi lidmi, aby se snížilo riziko přenosu nemocí“.
Během pandemie covidu-19 CDC revidovalo definici společenského odstupu jako „neshlukování se do skupin, vyhýbání se přeplněným místům a hromadným shromážděním a udržování vzdálenosti od ostatních přibližně šest stop, pokud je to možné“.. Další studie však naznačují, že kapičky z kýchání nebo silného dýchání během cvičení mohou cestovat přes šest metrů.
Vědci doporučují, aby byly vyžadovány větší sociální vzdálenosti a/nebo kombinace nošení ústenky a společenského odstupu.

## Příklady

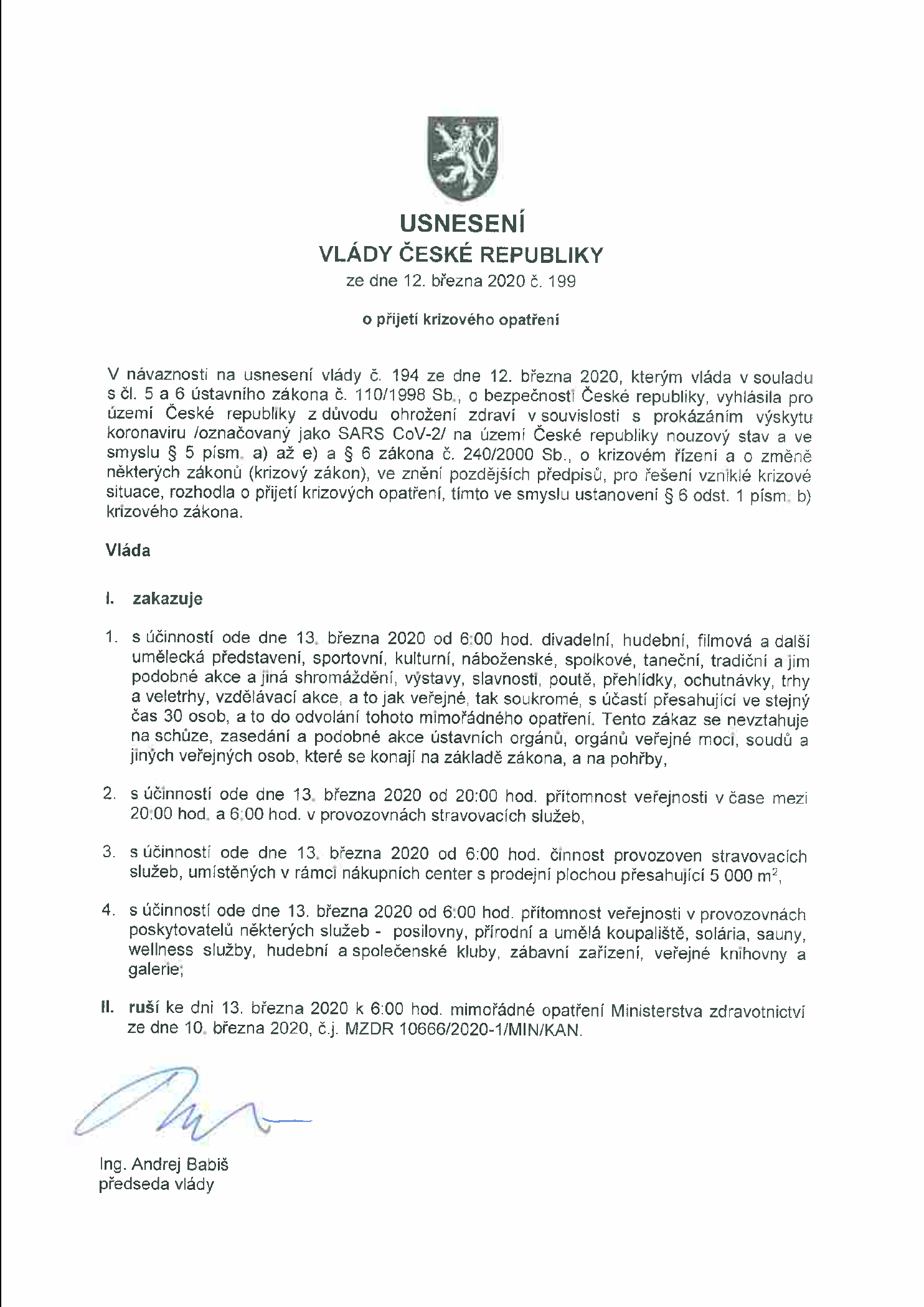
Krizové opatření zakazující konání veškerých společenských akcí s účastí nad 30 osob v ČR během pandemie covidu-19 vydané vládou ČR.

Některé příklady společenského odstupu používané ke kontrole šíření nakažlivých nemocí zahrnují:
- uzavření škol (proaktivní nebo reaktivní)[15]
- zákaz či omezení návštěv v nemocničních zařízeních, domovech pro seniory apod.
- uzavření pracovišť[16] včetně uzavření některých podniků a sociálních služeb (zejm. zařízení, která na rozdíl od základních služeb[17] neudržují primární funkce ve společnosti)
- karanténa
- zákaz vstupu a pohybu osob v určitých oblastech
- zrušení hromadných shromáždění, jako jsou sportovní akce, filmy nebo hudební show[18]
- zastavení nebo omezení veřejné dopravy
- uzavření rekreačních zařízení (veřejné bazény, kluby mládeže, tělocvičny)[19]
- Mezi opatření, která jednotlivci využívají jako vlastní ochranu, patří omezení osobních kontaktů, vyhýbání se veřejným místům a omezování cestování[20][21]

## Účinnost
Výzkum ukazuje, že opatření musí být důsledně a okamžitě aplikována, aby byla účinná. Během pandemie chřipky v roce 1918 prováděly úřady v USA uzavírání škol, zákaz veřejných shromáždění a další sociálně distanční intervence ve Filadelfii a v St. Louis. Pětidenní zpoždění v zavedení těchto opatření ve Filadelfii umožnilo ztrojnásobit až zpětinásobit přenos, zatímco okamžitější reakce v St. Louis byla významná při snižování tamního přenosu. Bootsma a Ferguson analyzovali zavedená opatření v 16 amerických městech během epidemie v roce 1918 a zjistili, že časově omezené zásahy snížily celkovou úmrtnost pouze mírně a že dopad byl často velmi omezený z důvodu jejich pozdního zavedení a/nebo příliš časného uvolnění. Bylo pozorováno, že několik měst zažilo druhý epidemický vrchol poté, co byla opatření přikazující společenský odstup zrušena.